# 武内陶子
武内 陶子（たけうち とうこ、1965年4月17日 - ）はフリーアナウンサー、元日本放送協会 (NHK) アナウンサー。

## 来歴
岡山県倉敷市生まれ。父親の転勤で香川県小豆島、広島県、愛媛県大洲市で育つ。大洲市立平野中学校、愛媛県立松山東高等学校、神戸女学院大学文学部総合文化学科卒業。大学在学中に読売テレビ『おもしろサンデー』フレッシュレポーターとして出演し、カナダへ2年間留学。
就職浪人ののち、1991年にNHK入局。1994年に文化人類学者の上田紀行と結婚。2004年に妊娠し、『お昼ですよ!ふれあいホール』を降板して休業、11月に長女を出産して夫のアメリカ留学に同行。2006年3月に帰国、4月に復職して『お元気ですか日本列島』で司会する。2010年4月6日に帝王切開で双子の女児を出産する。2011年12月にラジオ第1放送のニュースでアナウンスに復職。2018年6月8日にメディア総局アナウンス室シニアアナウンサーとなる。「役職定年制度」を利用して2023年9月30日に退職、10月からサンミュージックプロダクションに所属するフリーアナウンサーとなる。担当するラジオ番組『ごごカフェ』は2024年3月13日まで出演した。

## 人物
- 身長は168cmで、初任地松山放送局で初めて生中継に出演するも、緊張から大股で闊歩してカメラマンが追いつけずに中継画面から外れ、以後しばらくは局内で「ガリバー」と称された[16]。

## 出演番組

### NHK時代の出演番組

#### 松山放送局時代（1991年度 - 1994年度）
- おはようえひめ（1993年4月5日 - 1995年3月31日）

#### 大阪放送局時代（1995年度 - 1996年度）
- おはようきんき（1995年4月3日 - 1997年3月29日）

#### 東京アナウンス時代・日本語センター・ラジオセンター時代（1997年度 - 2023年9月）
- NHKニュースおはよう日本（1997年4月1日 - 2002年3月29日）- 7時台平日キャスター
- わたしはあきらめない（2002年4月3日 - 2003年3月17日） - 聞き手
- 日曜スタジオパーク（2003年4月6日 - 2004年3月21日） - 司会
- インタラクTV クイズあの日その時（2003年4月4日 - 2004年3月12日）
- 第54回NHK紅白歌合戦（2003年12月31日） - 総合司会
- お昼ですよ!ふれあいホール（2004年3月29日 - 4月30日） - 初代司会[17] ※産休のため番組を降板
- お元気ですか日本列島（2006年4月5日 - 2007年6月1日） - 司会
- スタジオパークからこんにちは（2007年6月4日 - 2009年12月11日） - 司会 ※産休のため番組を降板
- 日本の、これから（2006年4月1日 - 2009年12月4日）※不定期放送
- 佐野元春のザ・ソングライターズ（教育テレビ、2009年7月4日 - 9月19日） - ナレーション
- 連続クイズ　ホールドオン!（2012年4月5日 - 2014年3月27日） - 司会
- SONGS - ナレーション ※不定期
- こんなステキなにっぽんが ※不定期
- ワイルドライフ（BSプレミアム、不定期） - ナレーション
- 100分de名著（Eテレ、2013年4月 - 2016年3月） - 司会
- ヨーロッパ鉄道の旅「関口知宏が行くオーストリア・チェコ」（BSプレミアム、2016年12月30日） - 語り
- 関口知宏のヨーロッパ鉄道の旅 総集編（BSプレミアム、2017年3月25日） - 語り
- うまいッ!（2012年4月8日 - 2017年4月2日） - 司会
- 世界遺産 時を刻む（2012年10月7日 - 2017年3月） - ナレーション
- しあわせニュース（2014年4月25日、7月18日、10月10日、12月31日） - 司会
- SONGS（2014年4月 - 2017年3月） - ナレーション
- ひるまえほっと（2017年4月3日 - 2019年3月22日） - キャスター
- フランケンシュタインの誘惑 科学史 闇の事件簿（2015年3月 - ） - トークパート司会
- 京都異界中継（2017年8月9日） - 司会
- あさイチ（2022年4月14日）
- NHKスペシャル「＃みんなの更年期」（2022年4月16日） - 司会

#### ラジオ
- 武内陶子のごごラジ!（2019年4月1日 - 2020年3月19日）
- ごごカフェ（2020年4月6日 - 2024年3月13日） - 店長（メインパーソナリティ） ※2020年4月から2023年9月まで月曜から木曜、2023年10月から2024年3月まで月曜から水曜

### フリー転向後

#### テレビ
- ぽかぽか（2023年11月17日、フジテレビ） - ゲスト[18][19]
- サン!シャイン（2025年8月11日、フジテレビ）

#### ラジオ
- サンドウィッチマン ザ・ラジオショー（2023年11月25日、ニッポン放送） - ゲスト。NHK退職後民放ラジオは初出演[20]
- 生島ヒロシのおはよう定食・生島ヒロシのおはよう一直線（2024年1月2日・3日、2025年1月元日、TBSラジオ）[21]生島が年始休暇を取っているためのピンチヒッターとして。民放初MC
- 伊集院光のタネ（2024年5月9日 - 、ニッポン放送） - 日替わりパートナー ※不定期出演

#### 舞台
- 方南ぐみ企画公演 朗読劇「青空」（2025年2月4日、俳優座劇場）[22]